# Escuela de Arquitectura de la Universidad Internacional de Florida
La Escuela de Arquitectura de FIU (en inglés: Florida International University School of Architecture) es la escuela de arquitectura de la Universidad Internacional de Florida, ubicada en Miami, Florida en los Estados Unidos. Es una de las 26 escuelas y colegios de la universidad y es una escuela dentro de la Facultad de Arquitectura y Artes. La escuela fue fundada en la década de 1980.
La Escuela de Arquitectura de FIU está compuesta por tres departamentos estrechamente alineados: Arquitectura, Arquitectura de Interiores y Arquitectura del Paisaje + Diseño Ambiental y Urbano. Dirigida conjuntamente por los tres directores de departamento, la Escuela de Arquitectura proporciona una plataforma rica y diversa para actividades interdisciplinarias a nivel curricular y de investigación. A los estudiantes de cualquiera de las disciplinas de SOA se les enseña juntos en un solo flujo de diseño durante los dos primeros años de sus planes de estudio y luego vuelven a unirse para estudios y charrettes de diseño integrado como estudiantes avanzados. Bajo los auspicios de la Escuela de Arquitectura, los profesores de las tres disciplinas de diseño solicitan subvenciones juntos, colaboran en la redacción de libros y realizan investigaciones de diseño a través de estudios y charrettes externos que involucran a estudiantes graduados.

## Historia

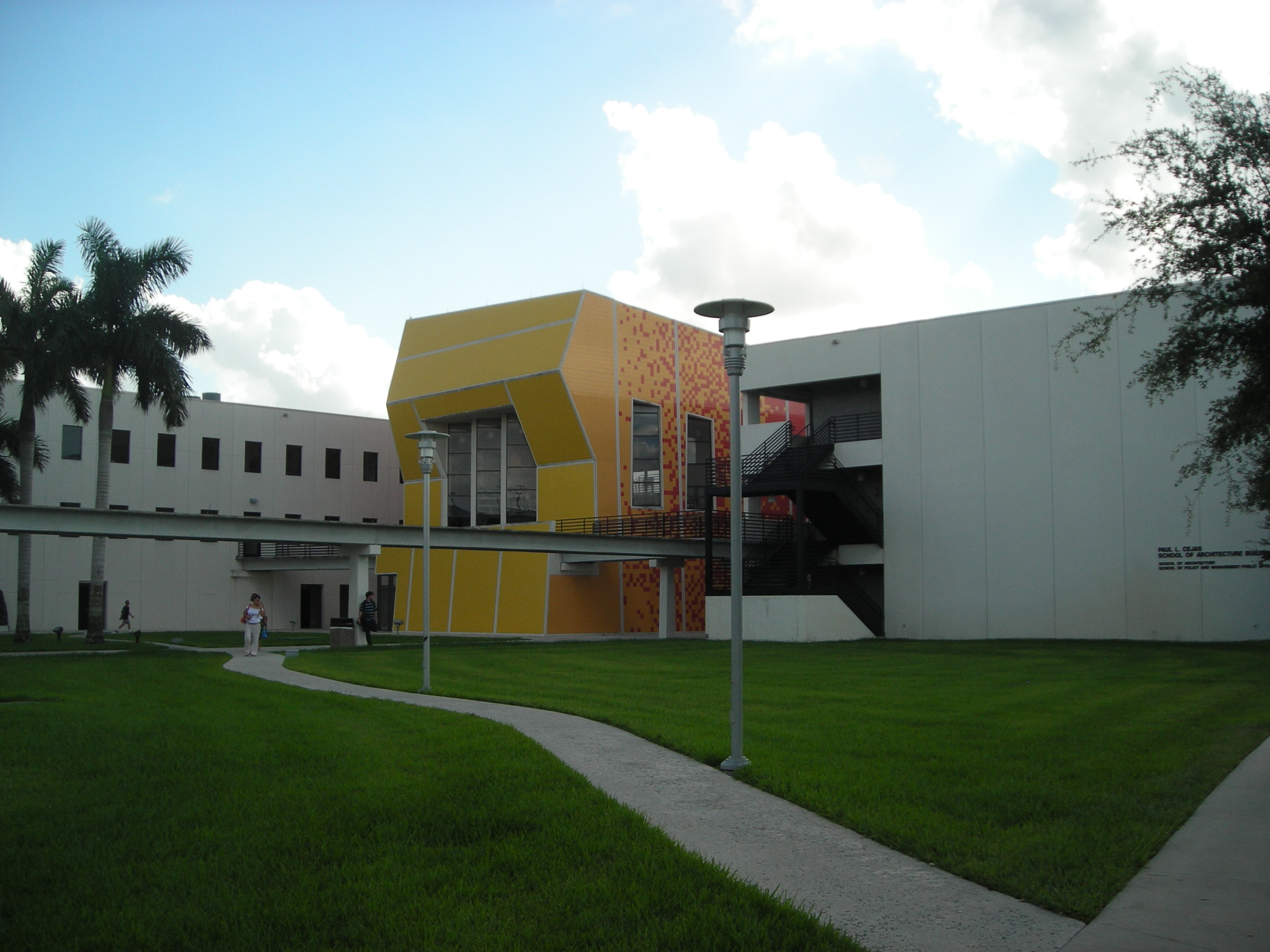
El Edificio de Arquitectura Paul Cejas, diseñado por Bernard Tschumi en 2001, es la sede de la Escuela de Arquitectura de FIU

En 1995, la escuela comenzó su programa de Maestría en Arquitectura. En 2001, la escuela comenzó la construcción de su nueva sede, el Edificio de Arquitectura Paul Cejas, y en 2003 la escuela se mudó de la que había sido su sede durante décadas, en el segundo piso de Viertes Haus, al Edificio de Arquitectura Paul Cejas. Viertes Haus solo proporcionó suficiente espacio para las aulas y ningún espacio de estudio para los estudiantes. El Edificio de Arquitectura Paul Cejas se inauguró el 11 de abril de 2003. El edificio lleva el nombre del exfideicomisario de FIU Paul L. Cejas, quien hace años, como miembro de la Junta de Regentes del estado, abogó por la creación de la escuela y luego hizo un obsequios filantrópicos significativos a FIU por un total de $ 2 millones en apoyo de la Escuela de Arquitectura.
En 2008, la escuela convirtió todos sus títulos de licenciatura de pregrado en equivalentes de maestría de posgrado. Anteriormente, un estudiante de pregrado recibiría una Licenciatura en Arquitectura y luego, al graduarse, solicitaría el título profesional de Maestría en Arquitectura de 2 años. Ahora, todos los estudiantes de pregrado comienzan su programa de maestría a partir de su primer año y se gradúan en 5 o 6 años.
En 2011, el homónimo de la Escuela de Arquitectura, Paul L. Cejas, donó su edificio en 420 Lincoln Road en South Beach a la Escuela de Arquitectura de FIU. El nuevo edificio proporciona el estudio, la investigación, el aula y el espacio de exposición de la Escuela de Arquitectura en la calle comercial peatonal más concurrida de Miami. El estudio de diseño de arquitectura para graduados y las clases de investigación se llevaron a cabo por primera vez en 420 Lincoln Road en septiembre de 2011 para el semestre de otoño de 2011. 420 Lincoln Road marca el segundo espacio académico de FIU en South Beach, junto con el Museo Wolfsonian-FIU.

## Departamentos
La Escuela de Arquitectura de FIU es única entre las escuelas de arquitectura de los Estados Unidos en el sentido de que solo ofrece títulos de posgrado para estudiantes de pregrado y posgrado. Los estudiantes de primer año de pregrado comienzan sus programas de posgrado en su primer semestre en FIU. Los títulos actuales de la escuela son:

### Departamento de Arquitectura
- Maestría en Arquitectura de pregrado, plan de 5 o 6 años para estudiantes de pregrado
- Maestría en Arquitectura , 2 o 3 años con título de licenciatura
- Maestría en Artes en Arquitectura, título post-profesional de 1 año

### Departamento de Arquitectura del Paisaje
- Maestría en Arquitectura del Paisaje de pregrado, plan de 5 o 6 años para estudiantes de pregrado
- Maestría en Arquitectura del Paisaje , 2 o 3 años con título de licenciatura
- Maestría en Artes en Arquitectura del Paisaje, título post-profesional de 1 año

### Departamento de Diseño de Interiores
- Maestría en Diseño de Interiores de pregrado, plan de 5 o 6 años para estudiantes de pregrado
- Maestría en Diseño de Interiores, 2 o 3 años con título de licenciatura
- Maestría en Artes en Diseño de Interiores, título post-profesional de 1 año

## Admisiones
|                                                                                     | Otoño de 2011 | Otoño de 2009 |
| ----------------------------------------------------------------------------------- | ------------- | ------------- |
| Solicitudes                                                                         | 730           | 1,000         |
| Admitidos                                                                           | 100           | 60            |
| Admisiones (%)                                                                      | 13,7          | 6,0           |
| Esta tabla no tiene en cuenta las solicitudes diferidas u otras situaciones únicas. |               |               |

La Escuela de Arquitectura de FIU está acreditada por la Junta Nacional de Acreditación de Arquitectura.
Los solicitantes que se postulan como estudiantes de último año de la escuela secundaria y estudiantes transferidos solicitan los programas de maestría de pregrado de la escuela. Para ser admitidos, los estudiantes primero deben postularse y ser aceptados por FIU, y luego deben postularse a la Escuela de Arquitectura por separado enviando su solicitud, currículum, carpeta y expedientes académicos al programa de su elección. Los solicitantes que se postulen como estudiantes de posgrado postulan a la Escuela de Graduados de FIU, así como a la Escuela de Arquitectura. Se requiere admisión a ambos para ser admitido en el programa.
Para el otoño de 2009, los estudiantes de primer año, el GPA promedio de la escuela secundaria fue de 3.98. Más de 1,000 estudiantes postularon a la clase de primer año de la Escuela de Arquitectura, y 60 fueron aceptados. Esto le da a la Escuela de Arquitectura de FIU una tasa de admisión del 6%. La Escuela de Arquitectura de FIU es la más competitiva de Florida, con la tasa de admisión más baja del estado con un 14 % (2011).

## Instalaciones

### Edificio Paul Cejas en University Park
El SoA está ubicado en el edificio de la Escuela de Arquitectura Paul L. Cejas en el lado norte del campus de University Park. Todo el complejo SoA fue diseñado por Bernard Tschumi, quien ganó el concurso público para el diseño de la escuela, superando a Spills Candela, Carreño Rizo y Arata Isozaki. Los 102.000 pies cuadrados (9.500 m2) se completó en 2003 y alberga el laboratorio multimedia, los talleres y los talleres de metal/madera. El esquema de Tschumi consiste en un patio delimitado por dos estructuras en forma de barra que albergan estudios, aulas y oficinas. Dos cubos de formas irregulares y colores vivos ubicados dentro del patio albergan la sala de conferencias, la galería, el laboratorio digital y la sala de lectura de la escuela. Aprovechando el clima templado del sur de la Florida, la escuela es una especie de minicampus en el que los espacios exteriores entre los edificios están destinados a fomentar la interacción entre el alumnado y el profesorado. Tschumi regresó a la escuela para dar conferencias durante el semestre de primavera de 2008.
El edificio de la Escuela de Arquitectura lleva el nombre del Embajador Paul L. Cejas, quien es un arquitecto capacitado y ha sido uno de los principales campeones y patrocinadores financieros de la escuela durante las últimas dos décadas.
La biblioteca de la Escuela de Arquitectura está ubicada en el quinto piso de la Biblioteca Verde.
La biblioteca de la Escuela de Arquitectura está ubicada en el quinto piso de la Biblioteca Verde.

### Arquitectura de FIU en Lincoln Road
A principios de 2011, la Escuela de Arquitectura de FIU recibió una donación del Embajador de EE. UU. y donante de FIU SoA desde hace mucho tiempo, Paul L. Cejas. Cejas donó el uso de un piso de su edificio en 420 Lincoln Road en South Beach, Miami a la Escuela de Arquitectura. El edificio fue remodelado como espacio de estudio para los estudiantes graduados de Arquitectura de FIU y las clases se abrieron oficialmente en 420 Lincoln Road en septiembre de 2011. Las clases de estudio de diseño de los departamentos de arquitectura, paisajismo y arquitectura de interiores se ofrecen en 420 Lincoln Road, así como investigación y exposición. espacio. El nuevo sitio acerca la Escuela de Arquitectura de FIU a muchas instalaciones de diseño, arte, históricas y culturales en el corazón de la ciudad.

## Génova Study Abroad

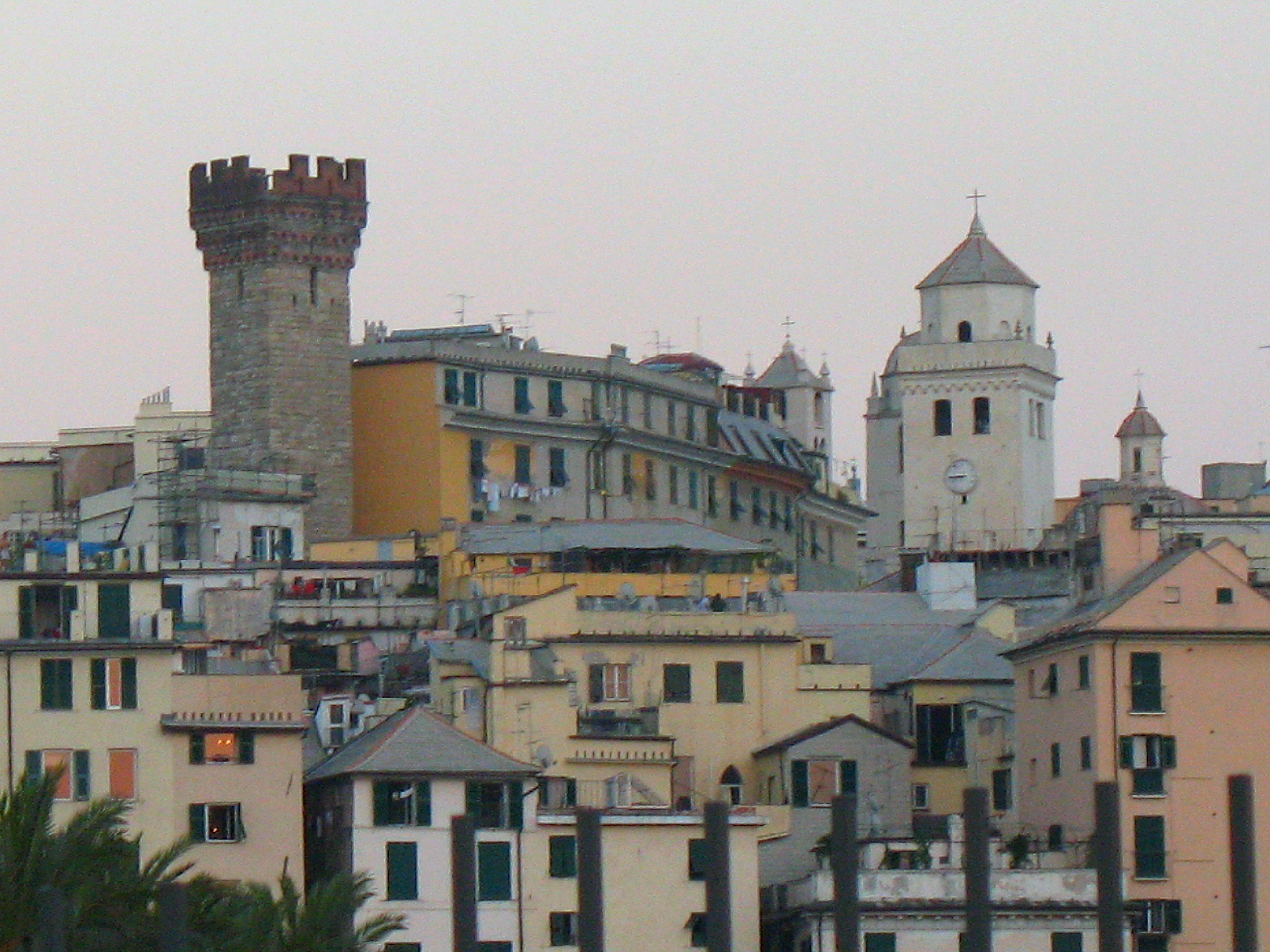
Santa Maria di Castello en Génova, la ubicación de las instalaciones de estudio en el extranjero de la Escuela de Arquitectura de FIU

La Escuela de Arquitectura también tiene un campus filial en Génova, Italia. Los estudiantes pueden optar por tomar un semestre completo de cursos con un enfoque en estudios urbanos y arquitectura e historia italiana en Génova. Las clases son impartidas por profesores de la Universidad de Génova y el profesor de arquitectura de FIU, Matthew Rice. Los estudios en el extranjero se ofrecen cada semestre de otoño y primavera en las instalaciones del histórico monasterio de Santa Maria di Castello en el centro histórico de Génova. Las clases se imparten en conjunto con la Universidad de Génova y la Facoltà di Architettura de Génova.
La vivienda se ofrece en varios apartamentos privados alquilados repartidos por todo el distrito histórico que irradia desde la Facoltà di Architettura. Los estudiantes de arquitectura van en el semestre de otoño de su cuarto año, mientras que los estudiantes de diseño de interiores y arquitectura paisajista van en el semestre de primavera.

## Tradiciones escolares

### Festival of the Trees
Desde 1986, la Escuela de Arquitectura ha acogido el "Festival of the Tree" anual. El festival está organizado por el departamento de diseño de interiores y presenta una variedad de diseños de árboles, topiarios y, en particular, árboles de Navidad, ya que el festival marca el comienzo de la temporada navideña. El festival está abierto al público, pero es principalmente para recaudar fondos para el departamento de diseño de interiores. Desde 1986, el festival ha recaudado más de $100,000 para el departamento de diseño de interiores.

### Walk on Water

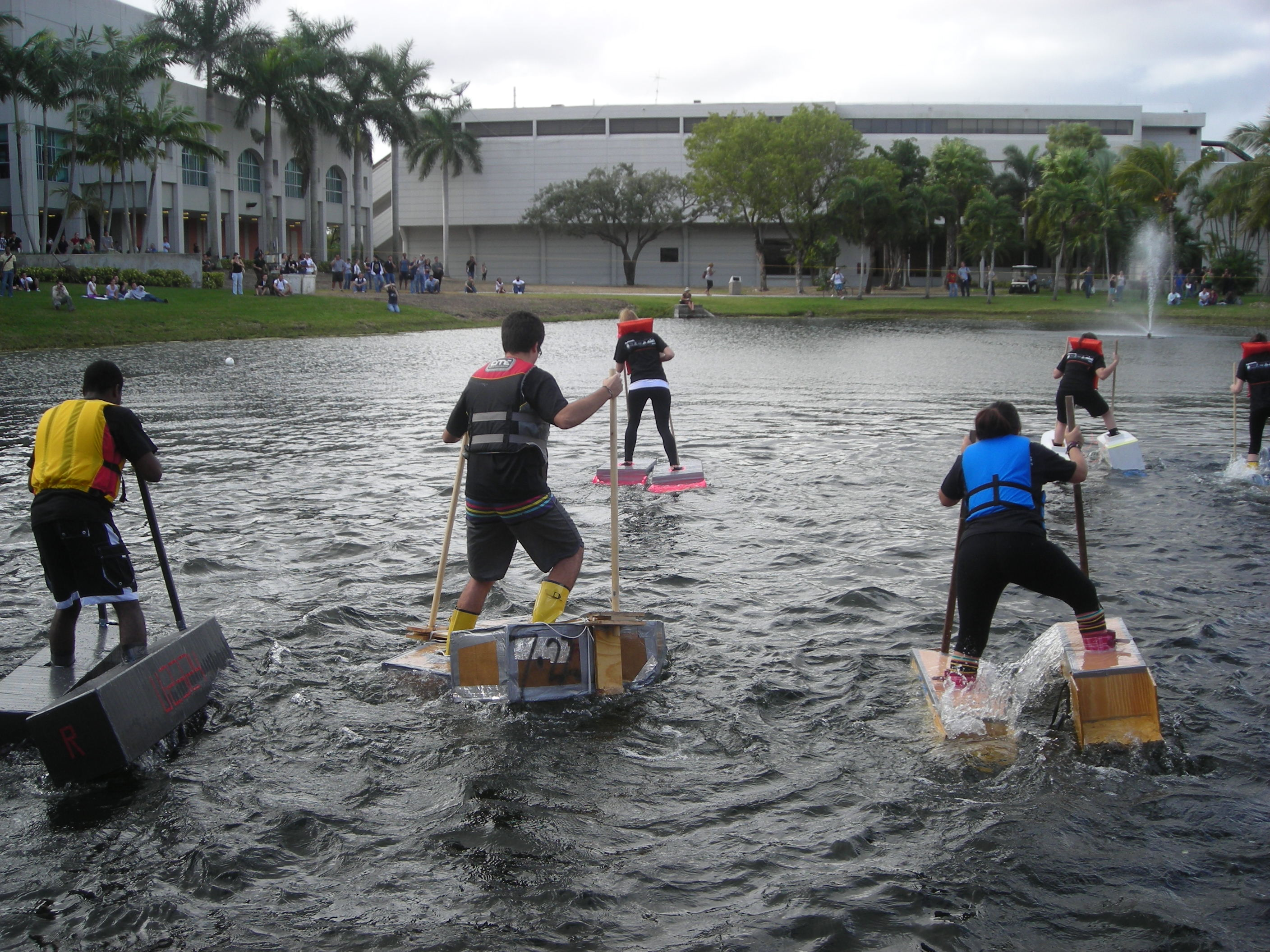
La carrera Walk on Water 2008 que se realiza anualmente es una tradición de los exalumnos y estudiantes de FIU SoA.

La competencia Walk on Water es una carrera que todos los estudiantes de arquitectura de la escuela deben completar para graduarse. Los estudiantes compiten en su clase de Métodos y Materiales en su segundo año. La carrera es organizada anualmente desde 1989 por el profesor Jaime Canavés. Los estudiantes deben cruzar el lago de 53 m (175 pies) de ancho frente a la Biblioteca Verde, la biblioteca principal de la universidad, utilizando algún tipo de dispositivo para caminar, de ahí el "caminar sobre el agua". Los estudiantes deben cruzar para ganar y aprobar la clase. A lo largo de los años, el evento se ha convertido en una tradición escolar y universitaria, y se considera un rito de iniciación dentro de la Escuela de Arquitectura. En promedio, el 85% de los estudiantes logran cruzar el lago.
Desde 1989, más de 1500 alumnos de arquitectura de FIU han competido en Walk on Water. El ganador recibe un premio de $500 y una A en el proyecto. La persona de mayor edad en cruzar el lago tenía 67 años en 2009. El más joven tenía 9 años y caminó en lugar de su madre en 1998. El tiempo más lento para cruzar el lago ha sido de más de 15 minutos.
| Año  | Estudiante(s) ganador(es)          | Hora de cruzar el lago  |
| ---- | ---------------------------------- | ----------------------- |
| 2014 | Aníbal Herrera                     | 1:41 (25th anniversary) |
| 2013 | Rubén y Priscilla                  | ?                       |
| 2012 | Álex Quiñónez                      | 1:02 (récord )          |
| 2011 | Álex Quiñónez and Ester Monterrey  | 1:03                    |
| 2010 | Cristina Fernández                 | 1:13                    |
| 2009 | Cristina Fernández                 | 1:30                    |
| 2008 | Brian Vázquez y Ana Costanzo       | 1:30                    |
| 2007 | N/A                                | 1:31                    |
| 2005 | N/A                                | 1:23                    |
| 2003 | Maria Rios and Erika Rivera        | N/A                     |
| 2002 | Pina del Conte and Cristina Rivera | 1:16                    |